# Granat M61
M61 – amerykański granat odłamkowy, używany przez Siły Zbrojne Stanów Zjednoczonych podczas wojny wietnamskiej, rozwojowa odmiana granatu M26.
Skorupa granatu zbudowana jest z cienkiej stalowej blachy, wewnątrz której umieszczone jest 156 gramów materiału wybuchowego Composition B (mieszanina heksogenu i trotylu).